# Équation de Orr-Sommerfeld
Pour les articles homonymes, voir Équation, Orr et Sommerfeld.
L'équation de Orr–Sommerfeld en mécanique des fluides est une équation aux valeurs propres décrivant l'évolution de perturbations infinitésimales dans un écoulement parallèle visqueux. Elle permet donc de vérifier la stabilité linéaire de l'écoulement et sont donc un élément pour la prédiction de la transition laminaire-turbulent.
Cette équation est ainsi dénommée d'après les travaux de William McFadden Orr, et Arnold Sommerfeld.

## Formulation

### Variables réduites
On s'intéresse à un écoulement incompressible parallèle décrit par les équations de Navier-Stokes écrites en variables réduites faisant intervenir le nombre de Reynolds basé sur une longueur caractéristique L0 et une vitesse caractéristique U0  de l'écoulement
{\displaystyle {\begin{array}{rcl}{\frac {\partial {\tilde {\mathbf {V} }}}{\partial {\tilde {t}}}}+({\tilde {\mathbf {V} }}\cdot \nabla _{\tilde {x}}){\tilde {\mathbf {V} }}&=&-\nabla _{\tilde {x}}\,{\tilde {p}}+{\frac {1}{Re}}\nabla _{\tilde {x}}^{2}{\tilde {\mathbf {V} }}\\[0.6em]\nabla _{\tilde {x}}\cdot {\tilde {\mathbf {V} }}&=&0\\[0.6em]{\tilde {\mathbf {V} }}(\mathbf {x} ,0)&=&{\tilde {\mathbf {V} }}_{0}(\mathbf {x} )\end{array}}}
La suite ne concernant que les variables adimensionnées on ignorera les tildes sur les variables et le gradient sera noté sans indice.

### Stabilité
On superpose à la condition initiale une perturbation d'amplitude faible
{\displaystyle \mathbf {V} (\mathbf {x} ,0)=\mathbf {V} _{0}(\mathbf {x} )+\mathbf {V} '(\mathbf {x} )}
La nouvelle solution du système est (U, q) tel que
{\displaystyle \mathbf {U} =\mathbf {V} +\mathbf {V} '\,,\;\;\;q=p+p'}
En tenant compte de |V'| << |V| et donc négligeant {\displaystyle (\mathbf {V} '\cdot \nabla )\mathbf {V} '} le système portant sur les perturbations s'écrit 
{\displaystyle {\begin{array}{rcl}{\frac {\partial \mathbf {V} '}{\partial t}}+(\mathbf {V} '\cdot \nabla )\mathbf {V} +(\mathbf {V} \cdot \nabla )\mathbf {V} '&\simeq &-\nabla \,p'+{\frac {1}{Re}}\,\nabla ^{2}\mathbf {V} '\\[0.6em]\nabla \cdot \mathbf {V} '&=&0\end{array}}}
Le système est
- stable si |V'| est borné

{\displaystyle \sup _{\mathbf {x} ,t}|\mathbf {V} '|<\epsilon }  pour tout   {\displaystyle f(\epsilon )}  tel que   {\displaystyle \sup _{\mathbf {x} }|\mathbf {V} _{0}'|<f}
- asymptotiquement stable s'il est stable et que de plus

{\displaystyle \lim \limits _{t\rightarrow \infty }|\mathbf {V} '|=0}

### Équations de Rayleigh et de Orr-Sommerfeld
Pour ce qui suit on réduit l'étude de stabilité à un milieu plan parallèle tel que  {\displaystyle \mathbf {V} =(u,0,0)\,,\;\;\;\mathbf {V} '=(v_{1},v_{2},0)}
Ainsi que le montre le théorème de Squire,, il n'est pas utile de prendre en compte la composante transverse.
L'équation sur les perturbations devient
{\displaystyle {\frac {\partial \mathbf {V} '}{\partial t}}+u\nabla \mathbf {V} '=-\nabla \,p'+{\frac {1}{Re}}\,\nabla ^{2}\mathbf {V} '}

#### Équation de Rayleigh
On se place d'abord dans le cas non visqueux et on introduit la fonction de courant ψ tel que
{\displaystyle v_{1}={\frac {\partial \Psi }{\partial y}}\,,\;\;\;v_{2}=-{\frac {\partial \Psi }{\partial x}}}
On recherche les solutions sous forme d'ondes de pulsation ω et de vecteur d'onde k
{\displaystyle \Psi =\Phi (k,y,\omega )\mathrm {e} ^{\mathrm {i} (kx-\omega t)}\,,\;\;\;p'=g(k,y,\omega )\mathrm {e} ^{\mathrm {i} (kx-\omega t)}}
Une double transformation de Fourier en x et t permet d'écrire
{\displaystyle {\begin{array}{rcl}(\omega -uk){\frac {\mathrm {d} \Phi }{\mathrm {d} y}}+k\Phi {\frac {\mathrm {d} u}{\mathrm {d} y}}&=&kg\\[0.6em](\omega -uk)\Phi &=&{\frac {\mathrm {d} g}{\mathrm {d} y}}\end{array}}}
Ce système se simplifie pour donner l'équation de Rayleigh (on suppose Ψ et u deux fois différentiables au moins)
{\displaystyle \left(u-{\frac {\omega }{k}}\right)\left({\frac {\mathrm {d} ^{2}\Phi }{\mathrm {d} y^{2}}}-k^{2}\Phi \right)-\Phi {\frac {\mathrm {d} ^{2}u}{\mathrm {d} y^{2}}}=0}
L'instabilité impose que l'onde ne soit pas amortie et donc que la partie imaginaire de la vitesse de phase c = ω / k soit positive.
Cette équation doit être résolue avec les conditions aux limites représentatives du problème. Par exemple avec des parois en y1 et y2, on a
{\displaystyle \Phi (y_{1})=\Phi (y_{2})=0}
Le problème est un problème aux valeurs propres admettant des solutions pour des couples (k , ω), solutions de la relation de dispersion f (k , ω) = 0.

#### Équation de Orr-Sommerfeld
La même analyse que ci-dessus avec le terme visqueux pour un problème de Couette ou de Poiseuille conduit à l'équation
{\displaystyle (u-c)\left({\frac {\mathrm {d} ^{2}\Phi }{\mathrm {d} y^{2}}}-k^{2}\Phi \right)-\Phi {\frac {\mathrm {d} ^{2}u}{\mathrm {d} y^{2}}}={\frac {1}{\mathrm {i} k\,Re}}\left({\frac {\mathrm {d} ^{4}\Phi }{\mathrm {d} y^{4}}}-2k^{2}{\frac {\mathrm {d} ^{2}\Phi }{\mathrm {d} y^{2}}}+k^{4}\Phi \right)}
La relation de dispersion est ici f (k , ω , Re) = 0.
Par résolution numérique, on montre qu'un écoulement de Poiseuille est instable pour Re > 5772.22. Au-delà de cette valeur et pour de très faibles perturbations des ondes de Tollmien-Schlichting apparaissent.
Pour un écoulement de Couette, aucune valeur de Re ne satisfait au critère d'instabilité linéaire.

## Instabilité non linéaire

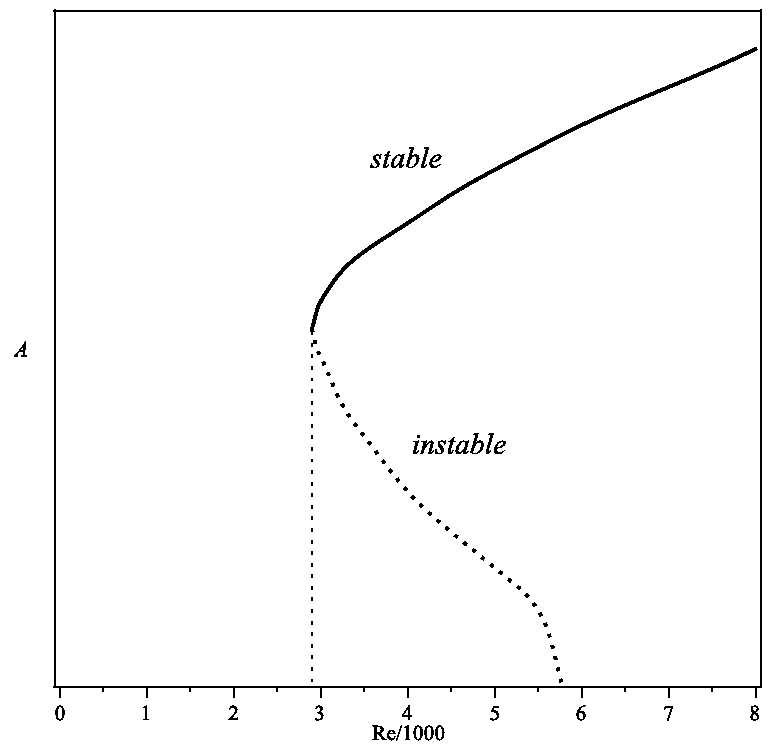
Diagramme d'instabilité (Poiseuille)

Toutefois l'absence d'instabilité linéaire ne garantit pas la stabilité pour une perturbation d'amplitude finie,. Par exemple un écoulement de Poiseuille est instable à partir de Re = 2900 pour une amplitude donnée (voir courbe).